# Louis-Charles Janson
Pour les articles homonymes, voir Janson.
Louis-Charles Janson né à Arcis-sur-Aube (Aube) le 4 novembre 1823 et mort à Paris le 26 mars 1881 est un sculpteur français.

## Biographie
Originaire d’Arcis-sur-Aube, Louis-Charles Janson obtient, en 1847, une bourse du conseil général de l’Aube pour poursuivre ses études de sculpture  à Paris.
Admis aux Beaux-Arts de Paris, il est élève de Jules Ramey et d’Auguste Dumont.
Il expose par la première fois au Salon en 1850, où il sera régulièrement présent, et obtient une mention honorable aux Salons de 1863 et 1877.
Il reçoit de nombreuses commandes de l’État et il participe à la décoration de l’opéra Garnier et du palais du Louvre à Paris.
Son atelier était situé rue de Vaugirard dans le 6e arrondissement de Paris, où il est mort le 26 mars 1881. Il est enterré au cimetière du Père-Lachaise où sa tombe est ornée d’un médaillon en bronze de Louis-Félix Chabaud.

## Œuvres

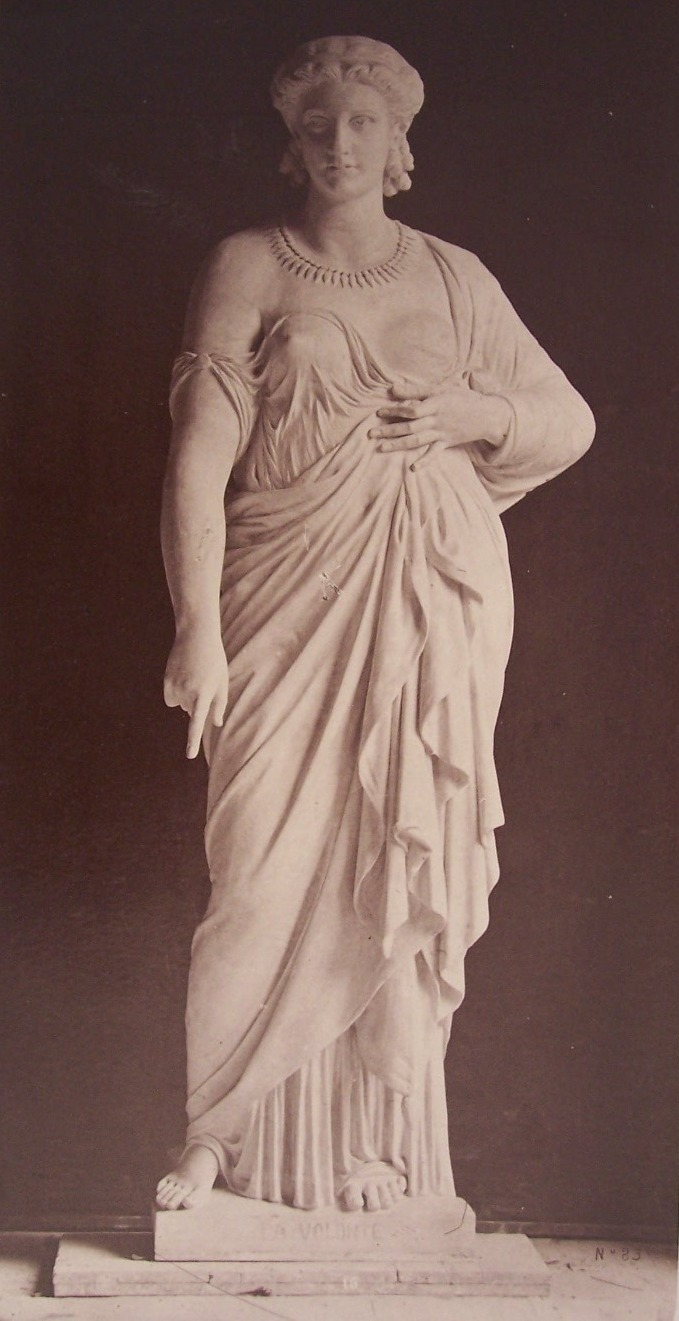
La Volonté, Paris, opéra Garnier, photographie de Louis-Émile Durandelle.

- La République, 1848, plâtre, 86 cm, allégorie de la République sous les traits d’une femme debout coiffée d’un bonnet phrygien, don de l’artiste au musée Saint-Loup de Troyes[3].
- Attila arrêté aux portes de Troyes par Saint-Loup, 1849, haut-relief en plâtre, 44,5 × 88,5 cm, Troyes, musée Saint-Loup[4].
- La Défaite d’Attila dans les plaines de Champagne entre Troyes et Châlons, 1849, haut-relief en terre-cuite, 43 × 77,5 cm, Troyes, musée Saint-Loup[5].
- L’Aube, haut-relief en plâtre, exposé au Salon de 1850, allégorie de la rivière sous la forme d’une femme couchée sur le côté, en appui sur une vasque, don de l’artiste au musée Saint-Loup de Troyes[6].
- Mgr de Seguin des Hons[7], 1853, plâtre, Troyes, musée Saint-Loup[8].
- Buste du comte de Partouneaux, Salon de 1853, buste en marbre, Versailles, château de Versailles[9].
- Diogène, Salon de 1857, plâtre, Troyes, musée Saint-Loup[10].
- Virgo Immaculata, 1857, haut-relief en plâtre, représentation de la Vierge en buste de profil, Troyes, musée Saint-Loup[11].
- Petit pêcheur, Salon de 1859, marbre, localisation inconnue[12].
- Buste de Jean Marie Hercule Boissel, buste en bronze ornant la sépulture du  député de la Seine, Paris, cimetière du Père-Lachaise, œuvre disparue[13].
- Amédée Achard, médaillon en bronze ornant le monument funéraire du romancier élevé à sa mémoire par la Société des gens de lettres et la Société des auteurs dramatiques, Paris, cimetière du Père-Lachaise[14].
- La Volonté, statue en marbre, 2,50 m, Paris, grand foyer de l’opéra Garnier. Une femme drapée, le sein gauche demi-nu, le bras droit nu, baissé par un geste impératif, elle appuie la main gauche sur la poitrine[15]. La maquette en plâtre est conservée à Paris au musée d’Orsay[16].
- Horace, 1879, statue en pierre, Paris, palais du Louvre, façade de l’aile Marsan[17].
- La Gravure, bas-relief en pierre, Paris, palais du Louvre, plafond de l’escalier Mollien[18],[19].
- Corneille, 1872, buste en marbre, Paris, l’École normale supérieure[20].
- La Douleur, Salon de 1874, statue en marbre, Épinal, musée départemental d'Art ancien et contemporain[21]. Le modèle en plâtre est conservé à Berck au musée de France d'Opale Sud[22].
- La Ville de Troyes, 1879, statue en pierre, Paris, hôtel de ville, deuxième étage de la façade donnant sur la rue Lobau[23] Le modèle original en plâtre est conservé à Troyes au musée Saint-Loup[24].

### Œuvres d'édition
Louis-Charles Janson a également produit des statuettes décoratives éditées en bronze.